# Claudia Wernig
Claudia Wernig (...) è un'ex sciatrice alpina austriaca.

## Biografia
Discesista pura, la Wernig debuttò in campo internazionale in occasione dei Mondiali juniores di Auron 1982; in Coppa Europa si piazzò 3ª nella classifica di specialità nella stagione 1981-1982 e nella stagione 1986-1987. Non prese parte a rassegne olimpiche né ottenne piazzamenti in Coppa del Mondo o ai Campionati mondiali.